# Lijst van gemeentelijke monumenten in Smallingerland
De gemeente Smallingerland kent 68 gemeentelijke monumenten. Hieronder een overzicht. 

## Boornbergum
De plaats Boornbergum kent 4 gemeentelijke monumenten:
| Object                        | Bouwjaar | Architect | Locatie          | Coördinaten                 | Nr.    | Afbeelding                |
| ----------------------------- | -------- | --------- | ---------------- | --------------------------- | ------ | ------------------------- |
| Pastorie                      | 1894     |           | Easterbuorren 50 | 53° 5' 1" NB, 6° 3' 4" OL   | 0090/1 | Pastorie                  |
| Gereformeerde kerk            | 1911     |           | Easterbuorren 52 | 53° 5' 1" NB, 6° 3' 6" OL   | 0090/2 | Gereformeerde kerk        |
| Woonhuis met depot C.A.F.     | 1930     |           | Easterbuorren 96 | 53° 5' 7" NB, 6° 3' 28" OL  | 0090/3 | Woonhuis met depot C.A.F. |
| Landarbeidershuisje, keuterij |          |           | Westerbuorren 35 | 53° 4' 55" NB, 6° 2' 30" OL | 0090/5 | Upload foto               |

## De Tike
De plaats De Tike (Tieke) kent 1 gemeentelijk monument:
| Object               | Bouwjaar | Architect | Locatie           | Coördinaten                | Nr.      | Afbeelding           |
| -------------------- | -------- | --------- | ----------------- | -------------------------- | -------- | -------------------- |
| Boerderij, stelptype | 1935     |           | Master Iniawei 11 | 53° 8' 57" NB, 6° 2' 0" OL | 0090/110 | Boerderij, stelptype |

## De Veenhoop
De plaats De Veenhoop kent 5 gemeentelijke monumenten:
| Object                                                   | Bouwjaar  | Architect | Locatie              | Coördinaten                  | Nr.      | Afbeelding                    |
| -------------------------------------------------------- | --------- | --------- | -------------------- | ---------------------------- | -------- | ----------------------------- |
| Brug                                                     | 1926      |           | bij Eijzengapaed 7   | 53° 5' 49" NB, 5° 56' 53" OL | 0090/112 | Upload foto                   |
| Brug                                                     | 1926      |           | bij Slûswei 16       | 53° 5' 55" NB, 5° 56' 56" OL | 0090/114 | Brug                          |
| Boerderij 'Mr. J.B. Kan Hoeve'                           | 1930      |           | Drachtster Heawei 38 |                              | 0090/    | Upload foto                   |
| Boerderij 'Jhr. Mr. Ch. C.M. Ruys de Beerenbrouck Hoeve' | 1930      |           | Drachtster Heawei 40 |                              | 0090/    | Upload foto                   |
| Brugwachterswoning / Polderhs                            | 1872/1873 |           | Kraenslânswei 1      |                              | 0090/113 | Brugwachterswoning / Polderhs |

## De Wilgen
De plaats De Wilgen kent 1 gemeentelijk monument:
| Object    | Bouwjaar | Architect | Locatie              | Coördinaten                  | Nr.      | Afbeelding        |
| --------- | -------- | --------- | -------------------- | ---------------------------- | -------- | ----------------- |
| Boerderij | 1933     |           | Drachtster Heawei 98 | 53° 5' 44" NB, 5° 59' 43" OL | 0090/115 | Meer afbeeldingen |

## Drachten
De plaats Drachten kent 63 gemeentelijke monumenten, zie de lijst van gemeentelijke monumenten in Drachten

## Drachtstercompagnie
De plaats Drachtstercompagnie kent 2 gemeentelijke monumenten:
| Object | Bouwjaar           | Architect | Locatie                           | Coördinaten                 | Nr.     | Afbeelding        |
| --- | ------------------ | --------- | --------------------------------- | --------------------------- | ------- | ----------------- |
| Boerderij 'Pasver' | 1820, herbouw 1907 |           | Folgerster Loane 50               |                             | 0090/   | Upload foto       |
| Complex “Jezus Leeft” bestaande uit 2 woningen (1928), kerkje "Jezus Leeft" (1928-’32), begraafplaats (‘34) en pastorie (‘28) |                    |           | Folgerster Loane 70, 72, 74 en 76 | 53° 8' 44" NB, 6° 8' 59" OL | 0090/56 | Meer afbeeldingen |

## Goëngahuizen
De plaats Goëngahuizen kent 2 gemeentelijke monumenten:
| Object                       | Bouwjaar | Architect | Locatie           | Coördinaten                 | Nr.     | Afbeelding                   |
| ---------------------------- | -------- | --------- | ----------------- | --------------------------- | ------- | ---------------------------- |
| Boerderij, kop-hals-romptype | 1883     |           | Peansterdyk 10-12 | 53° 4' 56" NB, 5° 53' 5" OL | 0090/58 | Boerderij, kop-hals-romptype |
| Boerderij, stelptype         | 1869     |           | Peansterdyk 18    | 53° 5' 3" NB, 5° 52' 33" OL | 0090/59 | Boerderij, stelptype         |

## Houtigehage
De plaats Houtigehage kent 1 gemeentelijk monument:
| Object              | Bouwjaar | Architect | Locatie            | Coördinaten                | Nr.     | Afbeelding          |
| ------------------- | -------- | --------- | ------------------ | -------------------------- | ------- | ------------------- |
| Kerk 'Noord Jeruël' | 1938     |           | Ds. Visscherwei 71 | 53° 9' 7" NB, 6° 8' 11" OL | 0090/64 | Kerk 'Noord Jeruël' |

## Nijega
De plaats Nijega kent 5 gemeentelijke monumenten:
| Object                          | Bouwjaar  | Architect         | Locatie        | Coördinaten                 | Nr.       | Afbeelding                      |
| ------------------------------- | --------- | ----------------- | -------------- | --------------------------- | --------- | ------------------------------- |
| Tolgaarderswoning               | 1908      | O.M.B. Bakker     | Hearrewei 3    |                             | 0090/     | Upload foto                     |
| Pastorie                        | 1904/1905 |                   | Kommisjewei 10 | 53° 8' 26" NB, 6° 1' 34" OL | 0090/72   | Pastorie                        |
| Woonhuis                        |           | Arjen Witteveen   | Kommisjewei 13 |                             | 0090/     | Upload foto                     |
| Kosterswoning en consistorie    | 1894      |                   | Kommisjewei 2  | 53° 8' 27" NB, 6° 1' 29" OL | 0090/71   | Kosterswoning en consistorie    |
| Woonhuis met winkel en smederij | 1910      | E. van der Meulen | Kommisjewei 41 | 53° 8' 25" NB, 6° 1' 52" OL | 0090/wn01 | Woonhuis met winkel en smederij |

## Opeinde
De plaats Opeinde kent 4 gemeentelijke monumenten:
| Object                  | Bouwjaar | Architect | Locatie         | Coördinaten                 | Nr.     | Afbeelding              |
| ----------------------- | -------- | --------- | --------------- | --------------------------- | ------- | ----------------------- |
| Boerderij, kop-romptype | 1875     |           | Kommisjewei 161 | 53° 8' 9" NB, 6° 3' 4" OL   | 0090/77 | Boerderij, kop-romptype |
| Boerderij, stelptype    | 1914     |           | Kommisjewei 163 | 53° 8' 9" NB, 6° 3' 0" OL   | 0090/78 | Boerderij, stelptype    |
| Boerderij,kop-romptype  | 1866     |           | Kommisjewei 168 | 53° 8' 15" NB, 6° 2' 49" OL | 0090/79 | Boerderij,kop-romptype  |
| Boerderij, kop-romptype | 1853     |           | Nijtap 38       | 53° 7' 45" NB, 6° 4' 57" OL | 0090/83 | Boerderij, kop-romptype |

## Oudega
De plaats Oudega kent 7 gemeentelijke monumenten:
| Object                  | Bouwjaar | Architect | Locatie         | Coördinaten                  | Nr.     | Afbeelding         |
| ----------------------- | -------- | --------- | --------------- | ---------------------------- | ------- | ------------------ |
| Windmolen               | ca. 1915 |           | bij Wolwarren   |                              | 0090/94 | Windmolen          |
| Zomerhuis               | 1946     |           | bij Wolwarren 3 |                              | 0090/95 | Upload foto        |
| Gereformeerde kerk      |          |           | Buorren 31      | 53° 7' 30" NB, 5° 59' 49" OL | 0090/89 | Gereformeerde kerk |
| Stelpboerderij          |          |           | Dwarssingel 41  |                              | 0090/   | Stelpboerderij     |
| Boerderij, kop-romptype | 1884     |           | It West 29      | 53° 7' 28" NB, 5° 59' 9" OL  | 0090/90 | Upload foto        |
| Boerderij, stelptype    | 1938     |           | It West 31      | 53° 7' 30" NB, 5° 59' 4" OL  | 0090/91 | Upload foto        |
| Boerderij, stelptype    | 1928     |           | It West 48      | 53° 7' 32" NB, 5° 59' 3" OL  | 0090/92 | Upload foto        |

## Rottevalle
De plaats Rottevalle kent 8 gemeentelijke monumenten:
| Object                                | Bouwjaar  | Architect | Locatie         | Coördinaten                 | Nr.      | Afbeelding                            |
| ------------------------------------- | --------- | --------- | --------------- | --------------------------- | -------- | ------------------------------------- |
| Woonhuis voor twee gezinnen           |           |           | Brouwersgrêft 5 | 53° 8' 45" NB, 6° 6' 11" OL | 0090/96  | Woonhuis voor twee gezinnen           |
| Voormalig postkantoor                 |           |           | Buorren 21      |                             | 0090/    | Upload foto                           |
| Herenhuis                             |           |           | Buorren 7       |                             | 0090/    | Upload foto                           |
| Boerderij, kop-romptype met dwarshuis | 1877      |           | Buorren 8       | 53° 8' 44" NB, 6° 6' 16" OL | 0090/98  | Boerderij, kop-romptype met dwarshuis |
| Rentenierswoning                      | 1885      |           | Efterwei 32     | 53° 8' 41" NB, 6° 5' 32" OL | 0090/102 | Rentenierswoning                      |
| Pastorie                              | 1840/1877 |           | Haven 10        | 53° 8' 46" NB, 6° 6' 7" OL  | 0090/105 | Pastorie                              |
| Kosterswoning                         | 1838      |           | Haven 18        | 53° 8' 47" NB, 6° 6' 5" OL  | 0090/107 | Kosterswoning                         |
| Woonhuis, notariswoning               | 1862      |           | Muldersplein 3  | 53° 8' 44" NB, 6° 6' 16" OL | 0090/    | Upload foto                           |

De Friese Meren  ·
Harlingen  ·
Heerenveen  ·
Leeuwarden  · Leeuwarderadeel  ·
Ooststellingwerf  ·
Súdwest‑Fryslân  ·
Smallingerland  ·
Weststellingwerf